# Tiedemannia
Tiedemannia là chi thực vật có hoa trong họ Apiaceae.